# Багантуй
Баганту́й — деревня в Заларинском районе Иркутской области России. Входит в состав Бажирского муниципального образования.

## Этимология
Возможно, название Багантуй происходит от бурятского бахана — столб, колонна, подпорка, подставка.

## География
Деревня находится примерно в 10 км к северо-востоку от районного центра посёлка Залари.

## Население
| 2002 | 2010 | 2011 | 2012 |
| ---- | ---- | ---- | ---- |
| 52   | ↘29  | →29  | ↘28  |

### Половой состав
По данным Всероссийской переписи, в 2010 году в деревне проживало 29 человек (13 мужчин и 16 женщин).